# Windsor Davies
Windsor Davies (28. srpna 1930 – 17. ledna 2019) byl britský herec, známý ze seriálu It Ain't Half Hot Mum a díky svému hlubokému hlasu s velšským přízvukem.

## Život
Narodil se v Canning Townu ve východním Londýně velšským rodičům, od roku 1940 rodina žila ve vesnici Nant-y-moel (odkud rodiče pocházeli) na jihu Walesu. Sloužil v armádě v Libyi a Egyptě. Později vyučoval angličtinu a matematiku v anglickém Leeku a poté v jižním Londýně. Věnoval se amatérskému divadlu a v roce 1961, ve svých 31 letech, se stal profesionálním hercem v divadle v Cheltenhamu.
Proslavil se jednou z hlavních rolí v sitcomu It Ain't Half Hot Mum (1974–1981), odehrávajícím se v Britské Indii a Barmě koncem druhé světové války. Spolu s Donem Estellem, dalším hercem ze seriálu, nazpíval píseň „Whispering Grass“. Následně hrál jednu z hlavních rolí v seriálu Never the Twain (1981–1991). Kromě těchto hrál v řadě dalších seriálů i filmů až do roku 2004.
V 70. letech uváděl pořad Morning Story na BBC Radio 4. Rovněž načetl Stevensonův román Ostrov pokladů do podoby audiokhy. V roce 1984 namluvil několik postav v animovaném filmu Rupert and the Frog Song od Paula McCartneyho.
Od roku 1957 byl ženatý s Eluned Lynne Evans, s níž měl čtyři dcery a jednoho syna. Ke konci života žili na jihu Francie. Jeho manželka zemřela v září 2018, on pak v lednu 2019 ve věku 88 let.